# Gobiomorphus gobioides
Gobiomorphus gobioides är en fiskart som först beskrevs av Valenciennes, 1837.  Gobiomorphus gobioides ingår i släktet Gobiomorphus och familjen Eleotridae. Inga underarter finns listade i Catalogue of Life.